# Жакула, Срджан
Срджан Жакула (серб. Срђан Жакула; 22 марта 1979, Кореница, Социалистическая Федеративная Республика Югославия) — сербский футболист, вратарь.

## Клубная карьера
Срджан начал свою карьеру в 1997 году в клубе «Младост» из Апатина. В 2001 году «Младост» получила право выступать в Первой лиге Югославии. Однако, заняв по итогам сезона 2011/12 предпоследнее, 17 место, клуб из Апатина возвратился во Вторую лигу. Жакула в том сезоне провёл 25 матчей. В 2006 году «Младост» вновь пробилась в высший футбольный дивизион и смогла завершить сезон на 6 месте.
В июле 2007 руководство «Младости» объявило о том, что из-за финансовых проблем клуб снимается с чемпионата Сербии. Трансфер Срджана был выкуплен румынской «Унирей». 11 августа 2007 Жакула дебютировал в составе клуба из Урзичени, пропустив три мяча от «Оцелула». Этот матч так остался единственным для голкипера за полтора года, проведённые в румынском клубе.
В начале 2009 года Срджан возвратился в Сербию, перейдя в «Хайдук» из Кулы. 1 марта 2009 вратарь провёл свой первый матч в новой команде. До конца сезона 2009/10 Жакула провёл 5 матчей, однако в дальнейшем потерял место в основном составе.
В 2010 году Срджан перешёл в «Раднички» из Сомбора, выступавшие в Первой лиге Сербии. Голкипер за два с половиной года проведённых в сомборской команде принял участие в 79 встречах, в 30 из которых оставил свои ворота в неприкосновенности.
По итогам сезона 2011/12 «Раднички» покинули Первую лигу, и Жакуле пришлось заняться поисками нового клуба. Летом 2012 года Срджан присоединился к «Войводине». 18 августа 2012 голкипер дебютировал за клуб из Нови-Сада, выйдя на замену в перерыве матча с «Спартаком» из Суботицы. Жакула внёс большой вклад в победу «Войводины» в кубке Сербии 2013/14. В матче первого круга кубка против «Слоги» из Кралево Срджан появился на поле перед серией послематчевых пенальти и отразил 3 из них. Во встрече следующего круга с «Нови Пазаром» голкипер вновь участвовал в пробитии одиннадцатиметровых ударов, вновь принеся своей команде победу. Жакула сыграл и в финальной игре с «Ягодиной».

## Достижения
Войводина
- Обладатель Кубка Сербии (1): 2013/14